# Acuera inlustra
Acuera inlustra är en insektsart som beskrevs av Delong och Freytag 1974. Acuera inlustra ingår i släktet Acuera och familjen dvärgstritar. Inga underarter finns listade i Catalogue of Life.